# High School DxD
High School DxD (ハイスクールD×D Haisukūru Dī Dī?) es una serie de novelas ligeras escritas por Ichiei Ishibumi e ilustradas por Miyama-Zero. Cuenta con una adaptación a manga, escrita por el mismo autor e ilustrada por Hiroji Mishima, y una serie de anime emitida en 2012, 2013, 2015 y 2018; la cual consta actualmente de 4 temporadas, 12 especiales y 4 OVAS.
Un episodio previo al estreno del anime se emitió en diciembre del 2011. Un OVA incluido con el volumen n.º 13 se lanzó el 6 de septiembre de 2012, cuyo guion fue escrito por Ichiei Ishibumi, autor de las novelas ligeras. Una segunda temporada del anime se estrenó el 7 de julio de 2013, así como también una segunda OVA igualmente escrita por Ichiei Ishibumi, que se lanzó con la edición limitada de la novela n.º 15 el 31 de mayo de 2013 en Blu-ray. Una tercera temporada del anime fue anunciada en la portada del tomo 18 de la novela ligera y por su cuenta oficial de Twitter., fue trasmitida de 4 de abril de 2015 al 20 de junio de 2015. Una cuarta temporada fue transmitida del 10 de abril al 3 de julio de 2018, siendo esta última animada por el estudio Passione.
Actualmente se encuentra licenciada en América por Funimation Entertainment.

## Argumento
Issei Hyōdō es un estudiante de segundo año en la Academia Kuō que tiene una gran perversión y una conducta muy lasciva. Lleva una vida tranquila hasta que es llamado para una cita con una chica llamada Yūma Amano. Cuando comienza a oscurecer, la chica lo lleva hasta un lugar apartado donde le muestra su verdadera forma: es un ángel caído y planea asesinarlo. Ya que nadie puede salvarlo, Issei muere.
Cuando despierta, descubre que ha reencarnado en un demonio, y desde ese mismo día trabaja como sirviente de Rias Gremory, una chica demonio de alto nivel que resulta ser la más hermosa y popular del instituto.

## Personajes
Issei Hyōdō (兵藤 一誠 Hyōdō Issei?)
Seiyū: Yūki Kaji
Es un estudiante de segundo año en la secundaria Kuō. Es un clásico ejemplo de pervertido y tiene la costumbre de fantasear, siendo conocido por ser alguien espeluznante en la academia, pero también es muy trabajador. Su primera novia lo mata de repente, pero Rias Gremory le salva y lo trae de vuelta a la vida como un demonio, y uno de los miembros de su clan, el cual está compuesto por demonios que representan las piezas de ajedrez, así volviéndose un nuevo miembro del Club de Investigación de lo Oculto. Su rango es Peón y aunque es un demonio de clase baja, trabaja duro día y noche por el bien de su maestra y así convertirse en Rey de su propio harem. Él está enamorado de Rias, aunque suele ser tentado por las demás chicas del club.
Rias Gremory (リアス・グレモリー?)
Seiyū: Yōko Hikasa
Es la idol de la academia, y una mujer admirada por todos. Su verdadera identidad es la Segunda Hija y heredera de una de las familias más famosas y de más alto rango entre los demonios, el "Clan Gremory". Es conocida como la Princesa de las Ruinas Carmesí. Ella está matriculada como estudiante de intercambio, pero en verdad ella tiene el poder en la academia. Actúa como la presidenta del Club de Investigación de lo Oculto, que se compone de los demonios bajo su mando y su rango es el Rey. Se enamora de Issei después de que la salve de su fiesta de matrimonio arreglado con Raizer Phoenix.
Akeno Himejima (姫島 朱乃 Himejima Akeno?)
Seiyū: Shizuka Itō
Akeno es la segunda al mando y es la vicepresidenta del Club de Investigación de lo Oculto. Su rango es el de Reina. Es una hermosa y seductora chica que ocupa el segundo lugar en popularidad después de Rias. Normalmente ella es muy agradable y a menudo dice "vaya, vaya". Está rodeada de un aura de misterio y una vez que ella entra en batalla se revela su lado sádico. Se enamora de Issei cuando este le dice que no le importa que ella sea mitad ángel caído.
Asia Argento (アーシア・アルジェント?)
Seiyū: Azumi Asakura
Asia es una bella hermana que Issei conoció en la ciudad. Es una chica de corazón dulce y bondadoso que posee dentro de su cuerpo el Twilight Healing, un Sacred Gear que es capaz de curar las heridas de los seres humanos, los ángeles, los ángeles caídos y de los demonios por igual. Su rango es Alfil. Ella se enamoró de Issei cuando la salvó de los ángeles caídos a los que servía.
Koneko Tōjō (塔城 小猫 Tōjō Koneko?)
Seiyū: Ayana Taketatsu
Una chica que es un grado menor de Issei. Siendo la Torre de Rias, que se jacta de la fuerza física extrema, así como de sus defensas. No es el tipo hablador y al principio es la única en el grupo que no se lleva bien con el; cuando abre la boca por lo general, es para insultarlo, reprocharle su debilidad y su naturaleza pervertida. Ella es casi siempre se le ve comiendo algo (por lo general yōkan) cuando no está en acción; es considerada la mascota de la escuela debido a su linda apariencia loli. Se enamora de Issei cuando el la protegió de ser llevada por su hermana.
Yūto Kiba (木場 祐斗（きば ゆうと) Kiba Yūto?)
Seiyū: Kenji Nojima
Kiba es un espadachín, y su rango en la familia de Rias es Caballero. Se hace llamar el mejor amigo de Issei. Ya que él tiene buena apariencia, es inteligente, y tiene una personalidad muy agradable, es objeto de admiración para todas las estudiantes de la academia, lo que hace que Issei lo vea como un enemigo a la hora de involucrarse con las chicas.
Xenovia Quarta (ゼノヴィア・クァルタ?)
Seiyū: Risa Taneda
Ella es una de las portadoras de una de las espadas sagradas, su rango es Caballero. Inicialmente es enviada desde la iglesia junto con Irina a destruir o recuperar las espadas robadas hechas de los fragmentos de Excálibur. Después de que ella descubra que el Dios de la biblia había muerto hace mucho tiempo, decide unirse al Club de Investigación de lo Oculto, además de convertirse en una de las sirvientes de Rias. Solo habla cuando es necesario y prefiere no involucrarse en problemas que no le conciernen aunque ella intenta seducir a Issei en cualquier oportunidad que tenga, ya que ella desea tener hijos fuertes.
Gasper Vladi (ギャスパー・ヴラディ?)
Seiyū: Ayane Sakura
Gasper es un ser mitad vampiro/humano, de apariencia y maneras de un hombre travestí. Su rango es el de Alfil. Tiene la habilidad de detener el tiempo de lo que él ve con un sacred gear llamado "Forbidden Balor View", aparte de sus poderes vampiro que incluyen controlar murciélagos y controlar sombras, pero él no puede controlarlos completamente, debido a que es muy tímido e inseguro. Su poder se incrementa considerablemente cuando bebe la sangre de Issei. Por dicha causa es sellado por Rias, hasta que ella hubiera crecido lo suficiente para poder controlarlo.
Rossweisse (ロスヴァイセ?)
Seiyū: Ai Kakuma
Inicialmente es una de las valquiria, quien funge como guardaespaldas de Odín, pero después de la batalla con Loki y Fenrir, Odín la deja en el pueblo de Issei. Entonces ella es persuadida por Rias para que se convierta en su sierva. Después de dicho suceso, es tomada por ella como otra más de sus piezas de ajedrez con el rango de Torre. Ella es además contratada como profesora para la Academia Kuō. Se enamora de Issei después de que éste la defienda de ser secuestrada por Euclid Lucifuge.
Ravel Phoenix (レイヴェル・フェニックス?)
Seiyū: Asuka Nishi
Inicialmente era el Alfil de su hermano Raiser, pero después de la abrumadora derrota de éste a manos de Issei, empieza a enamorarse de él (aunque inicialmente de una manera Tsundere) ya que ve a Issei como el clásico Héroe que hace lo que sea para salvar a su amada. Se transfiere a la Academia Kuō y se muda a la residencia Hyōdō solo para poder pasar más tiempo con él.
Irina Shidō (紫藤 イリナ Shidō Irina?)
Seiyū: Maaya Uchida
Inicialmente aparece como la compañera de armas de Xenovia. Es también una amiga de la infancia de Issei (aunque al inicio él pensaba que era hombre). Después de enterarse de que el Dios de la biblia estaba muerto, ella siguió con sus enseñanzas y está bajo la orden directa de Miguel como su "As". Ella también está enamorada de Issei, mostrándose conmocionada al enterarse de que él se había convertido en demonio, pero a pesar de este hecho, sus sentimientos por el no han cambiado.

## Medios

### Novela ligera
High School DxD comenzó como una serie de novelas ligeras escritas por Ichiei Ishibumi, con ilustraciones proporcionadas por Miyama-Zero. El primer volumen de fue publicado por Fujimi Shobo el 20 de septiembre de 2008. En marzo de 2018, la historia finalizó con veinticinco volúmenes publicados bajo el sello Fujimi Fantasia Bunko, y dividido en cinco arcos de la historia diferentes. Una historia de bonificación, llamada The Errand Primero: Ophis edición (はじめて の お つかい · オーフィス 編 Hajimete no Otsukai: Hen Ōfisu), salió en el num. 07 de la Dragon Magazine (publicada el 19 de mayo de 2012) como un volumen bunkobon. La historia tiene lugar después de volumen 12 y se centra en viaje de compras de primera Ophis en el mundo humano.
Una secuela llamada Shin High School DxD (真ハイスクール DxD) inició su serialización en julio de 2018, continuando la historia principal y siendo publicada bajo la misma editorial, contando para noviembre de 2019 con cuatro volúmenes.

#### Arcos históricos de la novela
| Arco    | Volúmenes                | Título |
| ------- | ------------------------ | --- |
| Primero | Volumen 1 a Volumen 2    | El despertar del Dragón Emperador Rojo                                                                                                  |
| Segundo | Volumen 3 al Volumen 6   | El nacimiento del Dragón Emperador de los Pechos                                                                                        |
| Tercero | Volumen 7 al Volumen 12  | El heroico Dragón de los Pechos |
| Cuarto  | Volumen 13 al Volumen 22 | La leyenda del Dragón de los Pechos y sus Alegres Compañeros                                                                            |
| Final   | Volumen 22 al volumen 25 | Dragón Emperador Rojo de la Verdad Latente x Dragón Emperador Blanco de la Estrella Matinal, Los verdaderos Dragones de la Academia Kuо̄ |

| Volumen        | Título                                  | Fecha de publicación                             | ISBN                                                                               |
| -------------- | --------------------------------------- | ------------------------------------------------ | ---------------------------------------------------------------------------------- |
| Volumen 1      | Diabolos of the Old School Building     | 20 de septiembre de 2008                         | ISBN 978-4-8291-3326-2                                                             |
| Volumen 2      | Phoenix of the Battle School            | 20 de diciembre de 2008                          | ISBN 978-4-8291-3358-3                                                             |
| Volumen 3      | Excalibur of the Moonlit Schoolyard     | 20 de abril de 2009                              | ISBN 978-4-8291-3391-0                                                             |
| Volumen 4      | Vampire of the Suspended Classroom      | 19 de septiembre de 2009                         | ISBN 978-4-8291-3427-6                                                             |
| Volumen 5      | Hellcat of the Underworld Training Camp | 19 de diciembre de 2009                          | ISBN 978-4-8291-3470-2                                                             |
| Volumen 6      | Holy Behind the Gymnasium               | 20 de marzo de 2010                              | ISBN 978-4-8291-3500-6                                                             |
| Volumen 7      | Ragnarok After School                   | 17 de julio de 2010                              | ISBN 978-4-8291-3540-2                                                             |
| Volumen 8      | The Work of a Devil                     | 18 de diciembre de 2010                          | ISBN 978-4-8291-3593-8                                                             |
| Volumen 9      | Pandemonium at the School Trip          | 20 de abril de 2011                              | ISBN 978-4-8291-3628-7                                                             |
| Volumen 10     | Lion Heart of the School Festival       | 17 de septiembre de 2011                         | ISBN 978-4-8291-3677-5                                                             |
| Volumen 11     | Ouroboros and Promotion Tests           | 20 de enero de 2012                              | ISBN 978-4-8291-3720-8                                                             |
| Volumen 12     | Heroes of Tutoring                      | 20 de abril de 2012                              | ISBN 978-4-8291-3749-9                                                             |
| Volumen 13     | Issei SOS                               | 6 de septiembre de 2012 20 de septiembre de 2012 | ISBN 978-4-8291-9767-7 (edición limitada) ISBN 978-4-8291-3798-7 (edición regular) |
| Volumen 14     | Wizards of Career Counseling            | 19 de enero de 2013                              | ISBN 978-4-8291-3845-8                                                             |
| Volumen 15     | Dark Knight of the Sunnyspot            | 31 de marzo de 2013 29 de junio de 2013          | ISBN 978-4-8291-9768-4 (edición limitada) ISBN 978-4-8291-3898-4 (edición regular) |
| Volumen 16     | Daywalker Extra Lesson                  | 19 de octubre de 2013                            | ISBN 978-4-0471-2912-2                                                             |
| Volumen 17     | Valkyrie of the Teacher Training        | 20 de febrero de 2014                            | ISBN 978-4-0407-0031-1                                                             |
| Volumen 18     | Funny Angel of the Christmas Day        | 20 de junio de 2014                              | ISBN 978-4-0407-0127-1                                                             |
| Volumen 19     | Durandal of the General Election        | 20 de noviembre de 2014                          | ISBN 978-4-0407-0146-2                                                             |
| Volumen 20     | Belial of Career Consultation           | 15 de julio de 2015                              | ISBN 978-4-0407-0665-8                                                             |
| Volumen 21     | Lucifer of free school                  | 19 de marzo de 2016                              | ISBN 978-4-04-070666-5                                                             |
| Volumen 22     | Gremory of graduation ceremony          | 20 de julio de 2016                              | ISBN 978-4-04-070965-9                                                             |
| Volumen 23     | Joker of great ball game                | 18 de marzo de 2017                              | ISBN 978-4-04-070963-5                                                             |
| Volumen 24     | Grimreaper of outside study             | 17 de noviembre de 2017                          | ISBN 978-4-04-072378-5                                                             |
| Volumen 25     | Yggdrasil of summer course              | 20 de marzo de 2018                              | ISBN 978-4-04-072379-2                                                             |
| Volumen shin 1 | Welsh dragon of new course              | 20 de julio de 2018                              | ISBN 978-4-04-072825-4                                                             |
| Volumen shin 2 | Ruin princess of proficency test        | 20 de diciembre de 2018                          | ISBN 978-4-04-072826-1                                                             |
| Volumen shin 3 | Sun Shower of School Trip               | 20 de septiembre de 2019                         | ISBN 978-4-04-072827-8                                                             |
| Volumen DX.1   | Love Song to the Reincarnated Angel     | 10 de marzo de 2015 20 de marzo de 2015          | ISBN 978-4-0407-0312-1 (edición limitada) ISBN 978-4-0407-0332-9 (edición regular) |
| Volumen DX.2   | Worship☆Dragon-God Girl!                | 9 de diciembre de 2015 19 de diciembre de 2015   | ISBN 978-4-0407-0402-9 (edición limitada) ISBN 978-4-0407-0379-4 (edición regular) |
| Volumen DX.3   | Cross x crisis                          | 9 de diciembre de 2015                           | ISBN 978-4-04-070964-2                                                             |
| Volumen DX.4   | Leviathan of student council            | 19 de noviembre de 2016                          | ISBN 978-4-04-072377-8                                                             |
| Volumen DX.5   | Super Hero Trial                        | 20 de marzo de 2019                              | ISBN 978-4-04-073163-6                                                             |

### Manga y novela
Una adaptación del manga ilustrado por Hiroji Mishima comenzó la serialización en el número de julio de 2010 de la Dragon Magazine, y más tarde en Monthly Dragon Ace en su informe de marzo de 2011 de la revista. El primer volumen fue publicado por Fujimi Shobo el 9 de junio de 2011, con un total de cuatro volúmenes disponibles en Japón, 9 de enero de 2013 bajo el sello Dragon Age Comics. Un manga spin-off, llamado High School DxD: Asia and Koneko's Secret Contracts!? (ハイスクールD×D アーシア&小猫 ヒミツのけいやく!? igh School DxD: Asia and Koneko's Himitsu no Keiyaku!??), Ilustrado por Hiroichi, fue serializada en Dragon Ace desde octubre de 2011 de la revista (lanzado el 9 de septiembre de 2011) para la edición de abril de 2012 (lanzamiento el 9 de marzo de 2012). Sirviendo como una historia paralela, el manga tiene lugar después del capítulo 10 del manga principal, y se centra en primeros deberes de Asia Argento como un diablo. Más tarde fue lanzado como un volumen tankōbon el 9 de marzo de 2012.
Un segundo spin-off, titulado High School DxD: The Work of a Devil (ハイスクールD×D アクマのおしごと High School DxD: Akuma no Oshigoto), comenzó en la edición de abril de Monthly Dragon Age. Ilustrado por SODA, adapta las historias cortas encontradas en las novelas ligeras.

#### Volúmenes de la novela
| Volumen   | Fecha de publicación    | ISBN                   |
| --------- | ----------------------- | ---------------------- |
| Volumen 1 | 9 de junio de 2011      | ISBN 978-4-0471-2733-3 |
| Volumen 2 | 9 de diciembre de 2011  | ISBN 978-4-0471-2767-8 |
| Volumen 3 | 9 de julio de 2012      | ISBN 978-4-0471-2814-9 |
| Volumen 4 | 9 de enero de 2013      | ISBN 978-4-0471-2852-1 |
| Volumen 5 | 9 de septiembre de 2013 | ISBN 978-4-0471-2900-9 |
| Volumen 6 | 9 de abril de 2014      | ISBN 978-4-0407-0080-9 |
| Volumen 7 | 9 de diciembre de 2014  | ISBN 978-4-0407-0457-9 |
| Volumen 8 | 8 de agosto de 2015     | ISBN 978-4-0407-0597-2 |

### Serie de anime
Su adaptación animada cuenta con un total de 4 temporadas. La primera temporada cuenta con 12 capítulos y 2 OVA, que duran alrededor de 20 minutos, además de 6 cortos, emitida en 2012. La segunda temporada cuenta con 13 capítulos y un OVA, que duran alrededor de 20 minutos, emitida en 2013. La tercera temporada cuenta con 12 capítulos y un ova que duran alrededor de 20 minutos, emitida en 2015. La cuarta temporada cuenta con 13 capítulos que duran alrededor de 20 minutos, emitida en 2018 contando con el estudio de animación "Passione"

## Recepción
Según Oricon, High School DxD fue la sexta serie de novelas ligeras más vendida en Japón en 2012, vendiendo un total de 654 224 unidades. Además, en 2013, High School DxD vendió más de 346 173 copias según Oricon. La versión en inglés del primer volumen de manga alcanzó el número 2 en la lista de libros más vendidos del New York Times. Al 20 de marzo de 2018, los primeros 25 volúmenes tenían 4 millones de copias impresas.